# サム三谷
サム三谷（サムみたに）は日系アメリカ人のジャーナリストであり作家である。彼の小説「The Prototype」は2019年にアメリカのNew Generation Indie Book Awardsの金賞を受賞し, 2023年に第二の作品「Red Mist」が発売されてアメリカで数少ない日本生まれのアメリカ人のスリラー作家のとして活躍をしてる。

「Road&Track」というアメリカの人気自動車雑誌の国際編集長として広く知られてもいる。
世界中の車を試乗したり記事にするのが彼の仕事であり、アメリカでは日本車の知識に関しては彼が唯一のエキスパートで、その評価は高い。
そのこともあり、若くしてアジア人で初めて、アメリカでは誰もが知る車雑誌の重役まで昇り詰めた。
シンガポールやマレーシア、香港、日本の雑誌にも記事を書いたことがあり
、世界的に認められたジャーナリストである。現在、日本で最も人気のある車雑誌の内、XaCARでは毎月コラムを書き、定期的にベストカーでも活躍している。
仕事で世界中を旅する間に本を書きたくなり、Fielding’s　Malaysia & Singapore The Adventurer's Guide to the Wonders of Malaysia and Singapore　というマレーシアとシンガポールの冒険家のためのガイド本を出版している。
Fielding’s Far East というアジアの冒険旅行本も共同で出版している。
サム三谷はジャーナリストとして有名なだけでなく、ベストモータリングのDVDシリーズのゲストとして出演したり、”Eye on LA”というロスのテレビ番組にロスモーターショーの取材などで出演し、これでエミー賞を受賞している。
さらに彼はアマチュアのレースドライバーでもある。
世界中の冒険レースなどに参加を誘われ、1996年のダカールラリーやマレーシアのジャングルを走るTrans Peninsula Rally、砂漠半島の中の激しい道のり行くバハ2000などに参加した。
ベトナムでのバイクツアーでは戦後初めてのアメリカ人として参加をしCycle World magazineに書き残されている。
2005年～2009年は世界で一番長い耐久レースと言われている「25 Hours of Thunderhill」に参加し、スプーンスポーツのレースホンダシビックで2009年のレースを完走。
2010年のボンネビルスピードウイーク(Bonneville Speed Week)ではスズキ・キザシを操り、328キロ(203 mph)の速度を出し記録を作った。2010年、ラグナ・セカサーキットで三菱ランエボを乗ってGTGP(Global Tuner Grand Prix)をクラス優勝。
そんなサム三谷は時間がある時は柔道で体を鍛えている。黒帯6段でブラジルで行なわれた世界マスターズ大会では銅メダルを取っている。日本には定期的に帰り講道館で練習をし、さらに腕を磨いている。
1966年5月29日東京生まれ、2歳で渡米。